# Стоян Протич
Стоян Протич (на сръбски: Стојан Протић или Stojan Protić) е сръбски политик, държавник и публицист.

## Биография
Роден е на 28 януари 1857 година в Крушевац, наследник на преселници от Дечани. Съосновател на Народната радикална партия, Стоян Протич губи лидерската партийна битка от Никола Пашич. Протич е дългогодишен министър на вътрешните работи и министър на финансите на Сърбия и първият министър-председател на Югославия.
Автор е на сръбския отговор на австро-унгарския Юлски ултиматум след Сараевския атентат.